# قلال (آلة موسيقية)
القَلَّال آلة إيقاعية جزائرية تقليدية تضرب بكلتا اليدين بالتناوب. الأنواع القديمة كان بدنها يصنع من خشب الجوز، أما الحديثة فيصنع بدنها من الفخار. الطبلة تتكون من غشاء من جلد الماعز وتحته وتران أو أكثر من أمعاء الماعز يحدثان رنيناً يعطي القلّال رنته الخاصة.
يرافق القلال رقصة العلاوي والرقصات التقليدية المشابهة لها.

## روابط خارجية
الفرق بين صوت القلال والبندير